# Фронтири міста
«Фронтири міста» (Frontiere Mista) — історико-культурологічний альманах, що розглядає міське середовище як фронтир — строкате черезсмужжя етнокультурних укладів, що взаємодіють й утворюють міські ідентичності. Осягнення «духу міста» подається як методами гуманітарних наук, так і художніми засобами. Більшість статей видання об'єднані наскрізною темою соціальної та культурної специфіки міст на кордонах культур, держав, способів життя та соціальних практик. Назва «фронтири» — походить з американської історії, і була запозичена від классика американської історіографії Фредерика Джексона Тернера, який визначав фронтир як місце, де виникають нові ідентичності. Альманах орієнтовано на створення майданчика, де і українські та зарубіжні дослідники будуть почувати себе поза ідеологічним простором, досліджуючи з чого складається місто і які основні етнокультурні компоненти в цьому місті присутні, як вони між собою взаємодіють, створюючи ідентичність населення міста.

## Рубрики альманаху
- Ґрунт. Наукові дослідження різних проявів міської соціалізації фахівцями різних галузей гуманітарних наук.
- Світло джерел. Археографічне опрацювання історичних документів, коментоване перевидання наукових та художніх творів.
- Погляд. Художні фотосвітлини.
- Обрії слова. Сучасні літературно-художні тексти про місто.
- Майдан. Рецензії, дискусії, огляди, обговорення, інформація про нові видання та наукові заходи урбаністичної тематики.

## Редакційна колегія
Редактор: Грибовський Владислав, м. Дніпро: Художній та технічний редактор: Кислов Михайло, м. Дніпро, Україна: Редакційна колегія:
Андрєєв В., кандидат історичних наук, м. Херсон: Бачинська О., доктор історичних наук, м. Одеса: Блануца А., кандидат історичних наук, м. Київ: Богданов І., заслужений архітектор України, м. Дніпро: Брехуненко В. доктор історичних наук, м. Київ: Бусигіна Н., колекціонер, м. Дніпро: Вінниченко О., директор видавництва, м. Дніпро: Константінова В., доктор історичних наук, м. Бердянськ: Кочергін І., кандидат історичних наук, м. Дніпро: Лиман І., доктор історичних наук, м. Бердянськ: Милов М., фотохудожник, м. Дніпро: Мільчев В., доктор історичних наук, м. Запоріжжя: Пригарін О., кандидат історичних наук, м. Одеса: Савчук В., доктор історичних наук, профессор, м. Дніпро: Сєнь Д., доктор історичних наук, м. Ростов-на-Дону, координатор взаємодії з авторами з РФ: Старостін В., м. Дніпро: Харлан О. кандидат архітектури, м. Дніпро: Чухліб Т., доктор історичних наук, м. Київ

## Періодичність виходу
Видається один раз на рік, починаючи з 2012 року, м. Дніпро, Україна.

## Відзнаки
У 2013 році альманах відмічено Всеукраїнським рейтингом «Книжка року» в номінації «Українська гуманітаристика».